# Кергелен (архипелаг)
Архипела́г Кергеле́н, или острова́ Кергеле́н (фр. Archipel des Kerguelen, Îles Kerguelen, Îles de la Désolation) — группа островов в южной части Индийского океана (49°15′ ю. ш. 69°35′ в. д.), состоящая из одного большого острова и около 300 мелких островов и скал.
Назван в честь первооткрывателя — Ив-Жозефа Кергелена. Часть Французских Южных и Антарктических Территорий.
Расстояние от архипелага до побережья Антарктиды составляет примерно 2000 км, до Реюньона — 3400 км, до Австралии — около 4800 км. Острова являются вершинами вулканов Кергеленского плато.

## Архипелаг

### Главный остров

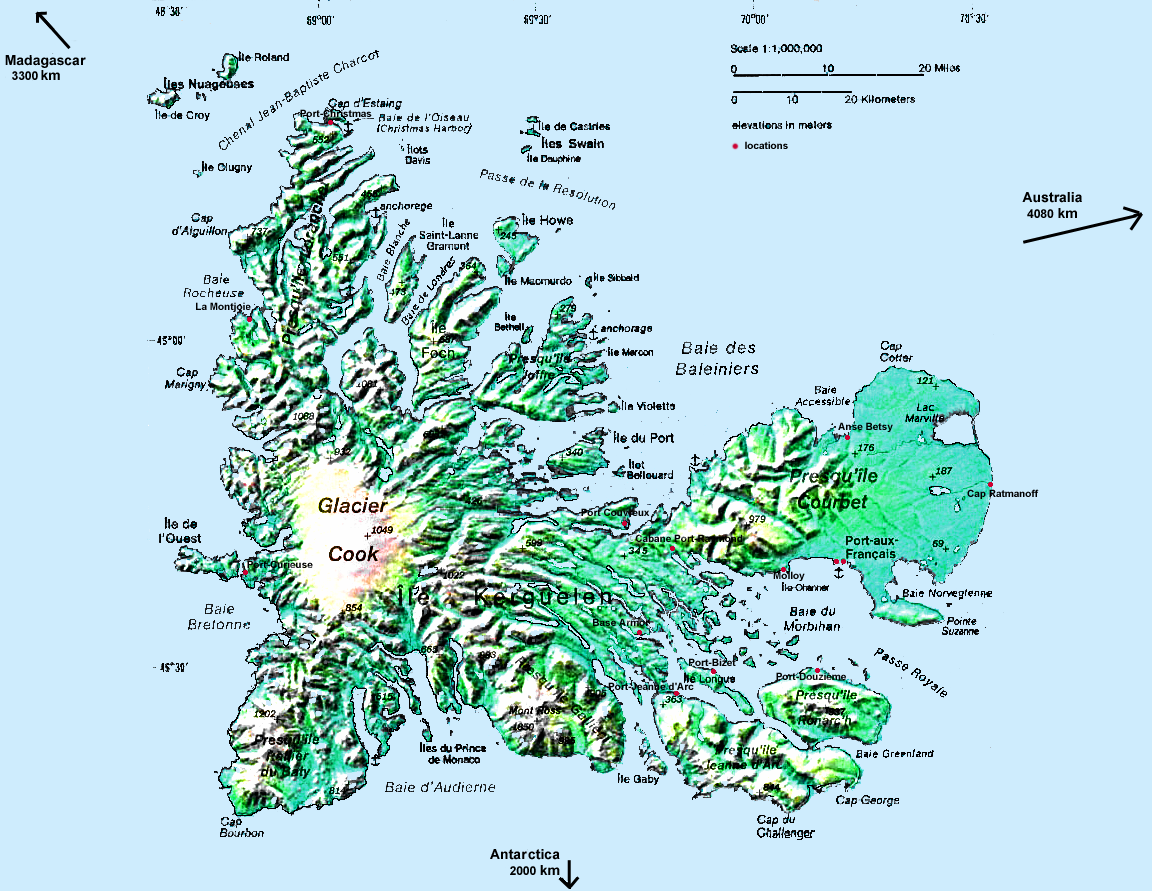
Карта архипелага Кергелен

Площадь главного острова (Гранд-Тер, остров Дезоляции или Безутешности) составляет 6675 км², а всего архипелага — 7215 км², что почти в три раза больше такой страны, как Люксембург. Главный остров чаще всего называют по названию всего архипелага — Кергелен.
Главный остров архипелага имеет протяжённость с запада на восток около 150 км, с севера на юг — 120 км. Высочайшая точка острова и всего архипелага — гора Росс, покрытая ледником Кука. Высота над уровнем моря составляет 1850 метров.
Остров имеет сильно изрезанную береговую линию и множество полуостровов.

### Острова
Наиболее крупные острова архипелага:
- Фош — расположен на севере архипелага, после главного острова — самый большой, площадь 206,2 км². Самая высокая точка острова расположена на высоте 687 метров над уровнем моря — Мексиканская пирамида. Географические координаты — 49°00′ ю. ш. 69°17′ в. д.HGЯO
- Хау — второй по величине остров, площадь которого составляет 51 км². Самая высокая точка острова расположена на высоте 245 метров над уровнем моря. Географические координаты — 48°52′ ю. ш. 69°27′ в. д.HGЯO.
- Сен-Лан-Грамон — третий по величине остров, площадь которого составляет 45,8 км². Самая высокая точка острова расположена на высоте 480 метров над уровнем моря. Географические координаты — 48°55′ ю. ш. 69°12′ в. д.HGЯO.
- Île du Port — четвёртый по величине остров архипелага, площадь — 43,0 км². Высшая точка острова — 340 метров над уровнем моря. Географические координаты — 49°11′ ю. ш. 69°36′ в. д.HGЯO.
- Île de l’Ouest — к западу от острова Кергелен; площадь около 40 км². Географические координаты — 49°21′ ю. ш. 68°44′ в. д.HGЯO.
- Île Longue — южнее главного острова, площадь около 40 км². Географические координаты — 49°32′ ю. ш. 69°54′ в. д.HGЯO.
- Île aux Rennes — к юго-востоку от острова Кергелен, площадь — 36,7 км², высшая точка — 199 метров над уровнем моря. Географические координаты — 49°32′ ю. ш. 69°54′ в. д.HGЯO.
- Îles Nuageuses — к северо-западе от острова Кергелен, площадь — 16 км² (включает île de Croÿ, île du Roland, îles Ternay, îles d’Après). Географические координаты — 48°37′ ю. ш. 68°44′ в. д.HGЯO.
- Île de Castries — географические координаты — 48°41′ ю. ш. 69°29′ в. д.HGЯO.
- Îles Leygues — к севернее от острова Кергелен, (including île de Castries, île Dauphine), географические координаты — 48°41′ ю. ш. 69°29′ в. д.HGЯO.
- Île Violette — географические координаты — 49°07′ ю. ш. 69°40′ в. д.HGЯO.
- Île Haute — к западу от острова Кергелен, (western part of the Golfe du Morbihan, altitude 321 m), географические координаты — 49°23′ ю. ш. 69°55′ в. д.HGЯO.
- Île Mayès — географические координаты — 49°28′20″ ю. ш. 69°55′55″ в. д.HGЯO.

## Климат
Климат острова суровый, дождливый и ветреный. Из-за расположения архипелага между ревущими сороковыми и неистовыми пятидесятыми широтами ветра на островах часто достигают скорости 150 км/ч (42 м/с), а иногда даже 200 км/ч (56 м/с), западное побережье постоянно обдувается ветрами со скоростью не менее 35 км/ч (10 м/с).
| Показатель                    | Янв. | Фев. | Март | Апр. | Май  | Июнь | Июль | Авг. | Сен. | Окт. | Нояб. | Дек. | Год  |
| ----------------------------- | ---- | ---- | ---- | ---- | ---- | ---- | ---- | ---- | ---- | ---- | ----- | ---- | ---- |
| Абсолютный максимум, °C       | 22,3 | 22,3 | 20,6 | 23,0 | 16,8 | 14,5 | 13,4 | 14,4 | 15,8 | 19,1 | 21,3  | 21,6 | 23,0 |
| Средний суточный максимум, °C | 11,1 | 11,5 | 10,5 | 9,0  | 6,7  | 5,2  | 4,7  | 4,6  | 5,3  | 7,0  | 8,6   | 10,1 | 7,9  |
| Средняя температура, °C       | 7,8  | 8,2  | 7,3  | 6,1  | 4,2  | 2,8  | 2,2  | 2,1  | 2,5  | 3,9  | 5,3   | 6,8  | 4,9  |
| Средний суточный минимум, °C  | 4,4  | 4,7  | 4,1  | 3,2  | 1,5  | 0,4  | −0,3 | −0,4 | −0,2 | 0,7  | 2,0   | 3,4  | 1,9  |
| Абсолютный минимум, °C        | −1,5 | −1   | −0,9 | −2,7 | −5,9 | −8,3 | −8   | −7,3 | −7,7 | −5   | −3,7  | −1,2 | −8,3 |
| Норма осадков, мм             | 72,2 | 49,5 | 57,5 | 59,6 | 59,9 | 75,9 | 62,9 | 63,4 | 62,3 | 59,3 | 51,9  | 55,1 | 727  |
| Источник: www.weatherbase.com |      |      |      |      |      |      |      |      |      |      |       |      |      |

Архипелаг Кергелен является антиподом штата Монтана. Также на широте архипелага, но в северном полушарии находятся Полтава и Хабаровск. Хотя среднегодовая температура Кергелена примерно соответствует своим антиподам, на острове не бывает ни больших морозов, ни сильной жары. Дневная температура выше +15 °C на архипелаге отмечается весьма редко.

## Флора и фауна

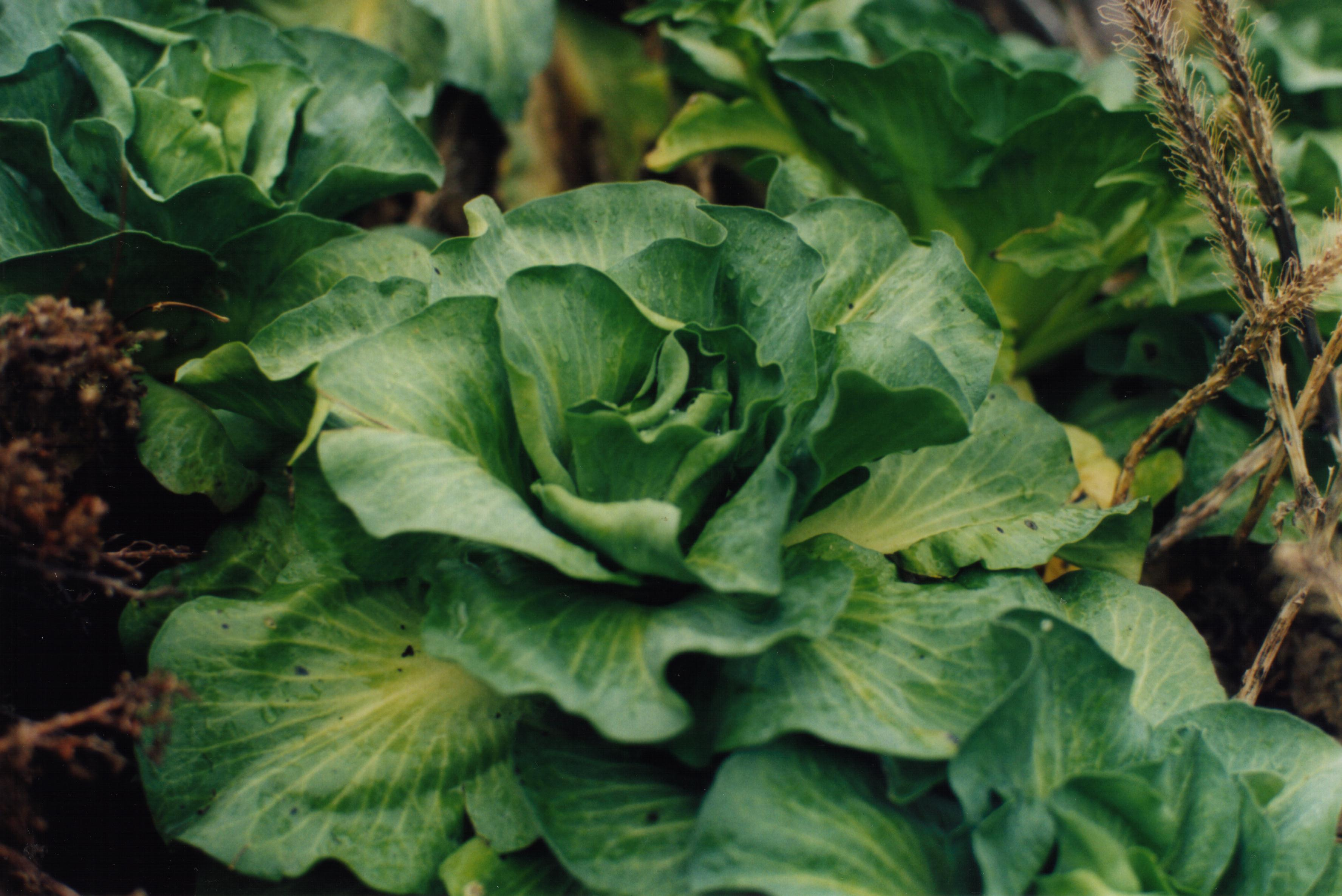
Кергеленская капуста

На архипелаге Кергелен находятся крупные колонии пингвинов, других морских птиц и тюленей — южных морских слонов.
Острова покрыты травой, на главном острове местами растёт стелющийся по земле из-за сильных ветров кустарник. Самое распространённое растение — кергеленская капуста.
На острове Кергелен также живёт довольно большая популяция кроликов и небольшая — домашних кошек. Эти животные были интродуцированы людьми. Позже они одичали и расселились по острову. В прошлом на острове разводили овец породы бизе, но в конце 2000 годов было принято решение об их полном уничтожении, так как они оказывали негативное воздействие на эндемические растения и почвы острова. Обнаружен муравей Camponotus werthi.

## История
Архипелаг был открыт 13 февраля 1772 года французским мореплавателем Ив-Жозефом Кергеленом. В конце 1773 года Кергелен был послан на двух кораблях к открытой им земле для более детального её обследования. Он покинул Брест 14 марта 1774 года. Корабли опять прошли вдоль западных берегов суши. В некоторых местах производилась высадка людей на берег, где пытались найти брошенных в прошлом плавании людей. Но никаких следов их найти не удалось. Сам Кергелен на берег не сходил ни во время первого, ни во время второго плавания. После возвращения из второго плавания Кергелен был привлечён к ответственности за гибель моряков первой экспедиции и за обман при описании своих открытий во время первого плавания. В описании второго путешествия его участником лейтенантом Паже имя Кергелена не упоминается ни разу, а на «Карте мира», приложенной к описанию, архипелаг обозначен как «Новые южные острова, усмотренные господином де Паже в 1774 году».
В 1776 году архипелаг посетил знаменитый Джеймс Кук, в честь которого назван ледник, покрывающий высочайшую вершину острова гору Росс. Кук не знал, что Кергелен в 1773 году вторично посетил эту землю (в своём первом плавании он принял её за выступ Южного материка) и установил её островное положение. Кук потратил шесть дней на обследование береговой линии земли. 30 декабря 1776 г. корабли покинули этот остров, который Кук назвал островом Запустения.
Острова до начала XX века использовались как место охоты на тюленей и китобойная база, пока животные не были практически полностью истреблены.
Ещё в начале XX века на полуострове Обсерватуар немецкие исследователи создали зимовочную станцию. Кто они, выяснить не удалось, но через 50 лет доски с этой станции были успешно использованы Э. Обером де ла Рю для строительства зимовочного домика в Порт-о-Франсе. В годы Второй мировой войны архипелаг неоднократно посещался немецкими вспомогательными крейсерами. Так в декабре 1940 года сюда пришёл немецкий вспомогательный крейсер «Атлантис», где с 8 декабря 1940 года по 15 января 1941 года в бухте Газел-Бей был проведён небольшой ремонт (при входе в бухту рейдер сел на подводные камни). Во время стоянки один из его моряков погиб в результате несчастного случая и был похоронен на Кергелене. Его захоронение называется «Самая южная могила немецкого солдата». В свою очередь, в марте 1941 года острова Кергелен были использованы как место встречи для немецких вспомогательных крейсеров «Пингвин» и «Комет». 28 февраля 1941 года в восточной части главного острова архипелага, на полуострове Жоффр, с «Комета» был высажен десантный отряд.
Во время поиска возможных немецких баз австралийский тяжёлый крейсер «Австралия» находился с 1 по 4 ноября 1941 года на якоре у островов Кергелен. Обыскивая побережье, матросы обнаружили в песке «пустые баночки из-под гуталина, щётки и бидоны. Гуталин оказался немецкой марки». После этих находок капитан приказал немедленно установить в фарватерах архипелага сплошные минные поля, чтобы лишить немецкие корабли их тайной базы. Эти мины сохранялись здесь ещё в 1950-е годы, как постоянное напоминание о минувшей войне.
С 1949 года на острове ведутся научно-исследовательские работы, метеорологические наблюдения и запуски метеорологических ракет (обычно «Arcas», «Dragon» и «Eridan»). С этой целью 1 января 1950 года был основан новый посёлок Порт-о-Франсе. Деятельность станции преследовала как политические, так и научные цели.
С 1970-х годов на острове находится станция спутниковой связи.

## Население

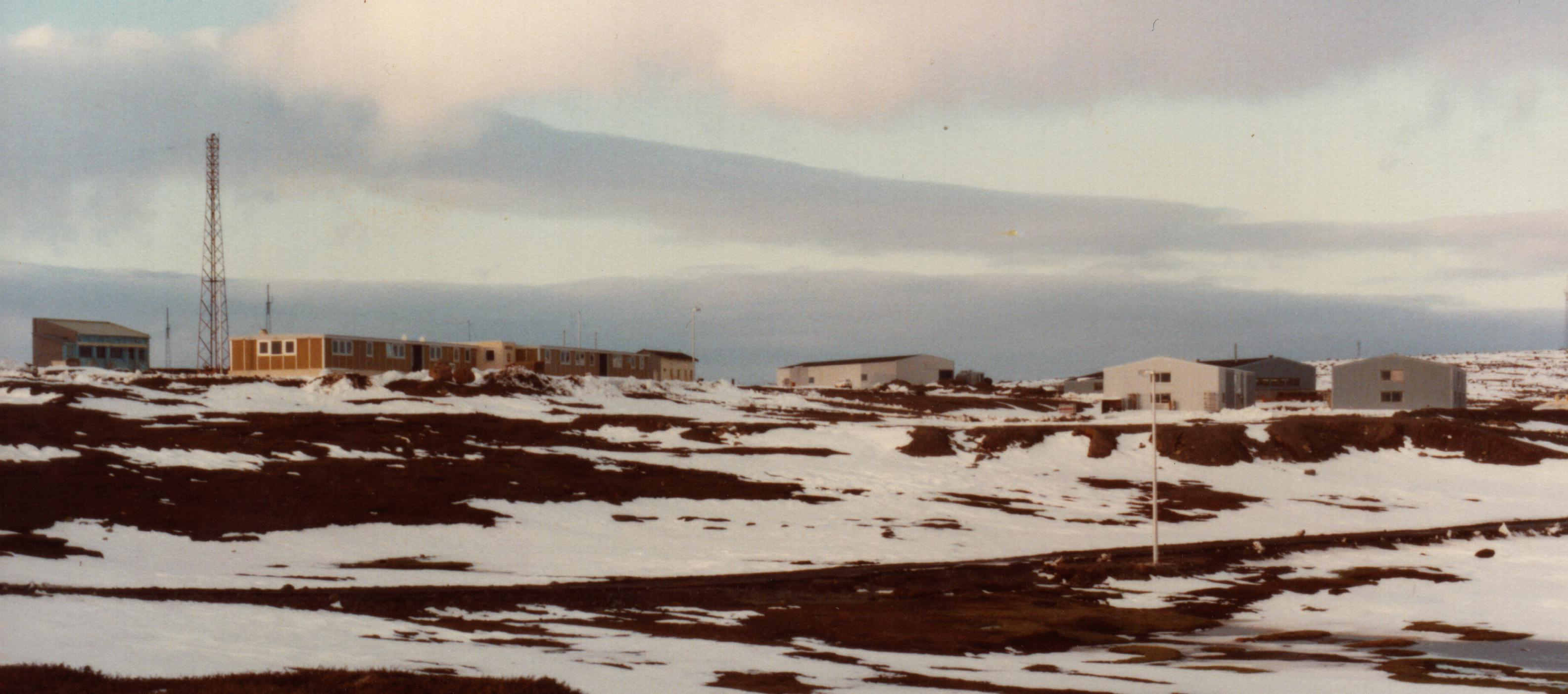
Порт-о-Франсе (Кергелен) зимой

Постоянных жителей на острове нет, но зимой там живут и работают около 70 человек, летом — более 100. Практически все люди находятся на главном острове.
«Столица» архипелага — Порт-о-Франсе. Это — главная база острова. Другая база — Порт Жанны д’Арк — является бывшей китобойной базой, действовавшей с 1908 года.

## Деньги
- Хотя денежная единицы Франции — евро, сувенирные выпуски монет и банкнот Островов Кергелен осуществляются во франках.
- В 2010 году была выпущена полимерная банкнота достоинством 100 кергеленских франков. На банкноте указан курс: 1 кергеленский франк = 0,01 евро, а также обязательство обмена банкнот на евро в бюро обмена, находящемся в США. В 2011 году осуществлён новый выпуск банкнот в 100, 200, 500 кергеленских франков.
- В 2011 году были выпущены монеты номиналом 100 и 500 франков, на которых изображён животный мир островов. На аверсе монет размещён условный герб островов Кергелен, выделенный из герба Французских Южных и Антарктических территорий, созданного в 1950 году Сюзанной Готье. Герб Кергелена представляет собой щит с изображением кергеленской капусты, который поддерживают два морских слона. Над щитом размещена надпись на фоне двух якорей и трёх звёзд: ILE KERGUELEN. На реверсе монеты номиналом 100 франков изображён альбатрос, на 500 франках — два кашалота.
- В 2012 году снова были выпущены полимерные банкноты. В том числе номиналом 100 кергеленских франков с изображением кошки. Отпечатаны в Канаде.

## Вопрос о принадлежности к частям света
- Самая южная точка островов Кергелен находится чуть более чем в 2000 км от кромки Антарктиды.
- Самая северная точка — в 3396 км от Мадагаскара и 3899 от Дурбана.
- Самая восточная точка — в 4051 км от австралийского порта Огаста[англ.].

## В литературе
- Эдгар Алан По, «Приключения Артура Гордона Пима», 1838.
- Жюль Верн, «Ледяной сфинкс» (главы I и III), 1897.
- Валери Ларбо, «Цвета Рима» (Aux couleurs de Rome), 1938.
- Патрик О’Брайен, «Остров Отчаяния», 1978.
- Кордвайнер Смит, «Война No.81-Q» (War No. 81-Q), 1928.
- Генри Райдер Хаггард, «Завещание мистера Мизона».
- Юрий Иванов, «Одиссея Вальки Шубина».
- Томас Майн Рид, Рождество на острове Кергелен, 1883.
- Андрей Лазарчук, «Сироты небесные», 2003.

## Кинематограф
- В фильме «Жандарм и жандарметки» (1982, реж. Жан Жиро), старший аджюдан Жербер (Мишель Галабрю) говорит старшему сержанту Крюшо (Луи де Фюнес), что в случае того, если их начальство узнает о похищении стажёрок, «нас сошлют в Мобёж или на острова Кергелен! Вы знаете, где это, острова Кергелен?».